# Palo de lluvia

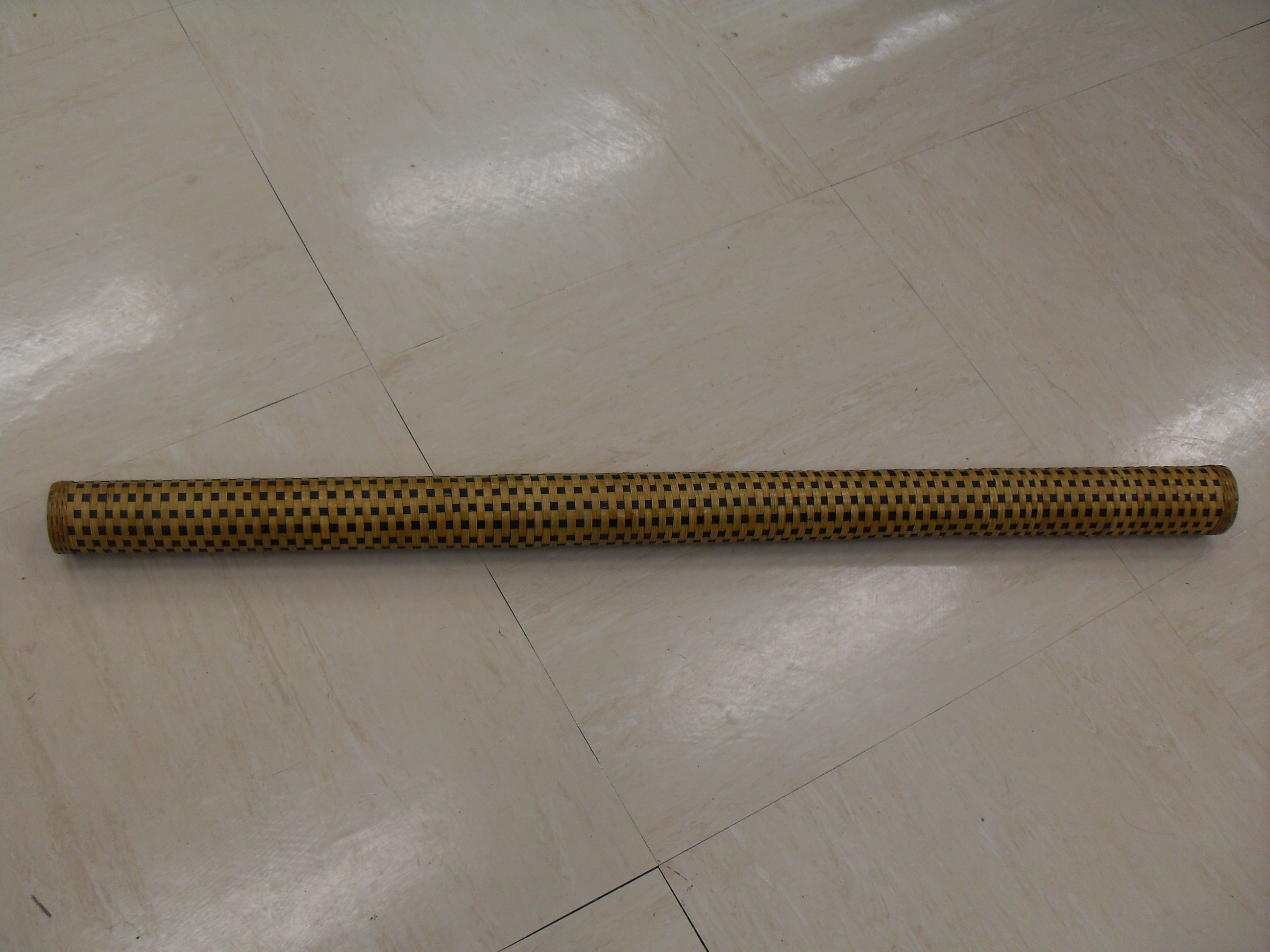
Palo de lluvia.

Un palo de lluvia o palo de agua es un tubo largo con huecos relleno de semillas, en cuyo interior se clavan palitos de bambú o de madera, formando una helicoide que se extiende a todo lo largo. Cuando el palo se inclina suavemente las piedrecillas o las semillas caen y su golpeteo con los palitos produce un sonido que se asemeja a la lluvia o agua cayendo.
Su origen se remonta a los pueblos indígenas de la Amazonía sudamericana, muy extendido entre los pueblos tulumayos, panatahuas, quitus, asháninkas,mexicas, entre otros; sin embargo, se han encontrado vestigios arqueológicos en culturas preincaicas de la costa peruana y los Andes centrales.
Se utiliza generalmente para crear efectos de sonido ambiente o como instrumento de percusión.
Los materiales que se utilizan para construir un palo de lluvia varían dependiendo de las tradiciones culturales y los materiales que se pueden obtener en cada lugar. Tradicionalmente, se hacen con cactus cuyas espinas se sacan y se muelen, se dan vuelta y se vuelven a introducir. También suelen construirse utilizando cañas de bambú.
Los palos de lluvia industriales —por ejemplo, aquellos utilizados con fines educativos— son hechos de plástico o metal y son rellenados con pequeñas bolitas de materiales sintéticos o semillas.

## Técnica de ejecución
El palo de lluvia puede ser inclinado, dejando que las piedrecillas o las semillas caigan, y creando un efecto similar a la lluvia —la intensidad varía según el ángulo y el tipo de semilla o piedra—. También puede ser golpeado ligeramente para lograr un sonido más controlado, o puede ser usado para crear sonidos más percusivos utilizado como sacudidor.
En los pueblos amazónicos, la técnica de ejecución implica que una de las bases sea percutida con el piso y marque el compás de la ceremonia, muy utilizada en ceremonias agrícolas de siembra y cosecha.